# Épervier (torpilleur)
Pour les articles homonymes, voir Épervier (navire).
L'Épervier est un aviso torpilleur français des années 1880, l’un des quatre navires de la classe Condor. Le navire a été lancé en octobre 1886 au chantier naval de l’Arsenal de Rochefort, et il a été mis en service dans la Marine nationale française en 1887. Le navire a été rayé de la liste de la marine en 1911 et mis au rebut.

## Conception
Les avisos-torpilleurs de classe Épervier, ont été conçus comme de petits navires à cheminée unique, avec des étraves et des poupes en forme de soc de charrue et trois mâts, dont un a été retiré plus tard,. La coque était en acier.
Le navire était un petit aviso torpilleur,. La longueur entre perpendiculaires était de 68 mètres, la largeur de 9 mètres et le tirant d'eau de 4,7 mètres,. Le déplacement normal était de 1268 tonnes,. Le navire était propulsé par deux moteurs à vapeur d’une puissance totale de 3000 ch, auxquels la vapeur était fournie par quatre chaudières cylindriques,. La vitesse maximale du navire à deux hélices était de 17 nœuds,. Le navire pouvait transporter un maximum de 160 tonnes de charbon, lui donnant une autonomie de 2800 milles marins à une vitesse de 10 nœuds,.
L’artillerie principale se composait de cinq canons de 100 mm L/26 modèle 1881, placés sur le pont supérieur dans des embrasures (deux à l’avant), des flotteurs (deux autres) et à l’arrière,. De plus, quatre canons Hotchkiss de 47 mm L/40 et six canons-revolver de 37 mm L/20 ont été installés sur le navire,. Le navire était équipé de quatre tubes lance-torpilles de 350 mm,.
Le pont blindé convexe en acier avait une épaisseur de 40 mm et au-dessus de la salle des machines, il y avait un batardeau et un pont renforcé,.
L’équipage du navire se composait de 156 officiers, officiers mariniers et matelots,.

## Carrière
L'Épervier a été construit à l’arsenal de Rochefort,. Il a été mis en chantier en mai 1884 et lancé en octobre 1886,. Le coût de construction du navire était de 80 000 £. L'Épervier entre en service dans la Marine nationale en 1887,. Dans les années 1890, les tubes lance-torpilles ont été retirés du pont du navire. Le navire a été désarmé en 1911 et mis au rebut,. L'Épervier a été vendu à Cherbourg 84.112 Francs à M. Jules Cousin le 3 février 1911.